# Pauselijk Instituut voor Christelijke Archeologie
Het Pauselijk Instituut voor Christelijke Archeologie (Italiaans: Pontificio Istituto di Archeologia Cristiana, afgekort PIAC) is een wetenschappelijk instituut dat in 1925 bij motu proprio werd gesticht door paus Pius XI. Het Instituut is gevestigd in Rome en ressorteert onder de Pauselijke Commissie voor Gewijde Archeologie. In het Instituut werken wetenschappers samen aan de bestudering van zowel de schriftelijke als archeologische bronnen voor het vroege christendom. De onderzoeksperiode loopt van de late oudheid tot de vroege middeleeuwen. Ook worden er archeologische opgravingen verricht door medewerkers en studenten van het Instituut. Studenten die worden toegelaten tot de opleiding worden geacht elders reeds een Masterdiploma te hebben gehaald.
Het Instituut geeft het tijdschrift Rivista di Archeologia Cristiana (Tijdschrift voor Christelijke Archeologie) uit en organiseert jaarlijks een groot wetenschappelijk congres, waar vakgenoten uit de hele wereld elkaar ontmoeten.
Grootkanselier van het Instituut is kardinaal Giuseppe Versaldi, prefect van de Congregatie voor de Katholieke Opvoeding. Rector van het Instituut is professor Vincenzo Fiocchi Nicolai.